# Automotrice FS ALe 184
L'automotrice elettrica FS ALe 184 (Automotrice Leggera elettrica a 184 posti) era un complesso di due automotrici permanentemente accoppiate nato nel 1952 dalla trasformazione dell'elettrotreno salone ETS 11.

## Storia
Nei primi anni del secondo dopoguerra venne decisa la trasformazione dell'elettrotreno salone ETS 11, fatto costruire da Mussolini come treno per il Capo del Governo nel 1940, in un complesso di due automotrici permanentemente accoppiate con 184 posti di 3ª classe. La modifica, completata nel 1952, dette origine all'automotrice ALe 184.001, unico esemplare comprendente due unità con la capacità di 88 e 96 posti a sedere.
L'ALe 184 svolse servizio nel compartimento di Roma fino al 1962, quando il complesso venne sdoppiato nelle officine del deposito di Deposito Locomotive di Roma Smistamento in due unità che vennero riclassificate Ale 880.117 e 118.

## Caratteristiche
L'automotrice ALe 184, ricavata per trasformazione dall'elettrotreno salone ETS 11 costruito dalla FIAT con parte elettrica della Marelli, era composta da due elementi derivati dalle automotrici elettriche ALe 880 permanentemente accoppiati con mantici protetti da carenature metalliche. Le testate sul lato dell'intercomunicante erano sprovviste della cabina di guida. In occasione della trasformazione, l'arredamento interno appositamente studiato per l'elettrotreno salone venne rimosso e sostituito con quello di normale dotazione delle automotrici della famiglia originaria, realizzando 88 posti a sedere di 3ª classe nell'unità che ospitava il salone e 96 nella restante. La disposizione degli organi di presa corrente rimase invariata rispetto a quella dell'ETS 11, cioè due pantografi sull'unità da 88 posti e uno su quella da 96.
I dati tecnici riportati in tabella sono gli stessi delle automotrici ALe 880.035-100, ad eccezione della maggiore lunghezza dei singoli elementi (2 x 27,580 mm contro 26,800 mm).